# Kleurrijk Elftal
Die Kleurrijk Elftal (niederländisch für „farbenprächtige Mannschaft“) war eine Fußballmannschaft, die aus Spielern  des niederländischen bezahlten Fußballs mit surinamischen Wurzeln bestand.
Die Mannschaft wurde von Sonny Hasnoe gegründet und spielte seit 1986. Eine Auswahlmannschaft der Kleurrijk Elftal machte 1989 tragische Schlagzeilen, als 15 ihrer Mitglieder beim Landeunfall einer Douglas DC-8 auf dem Flug PY764 der Surinam Airways umkamen. Hiernach wurde es stiller um die Kleurrijk Elftal, aber das Team und die dazugehörige Stiftung blieben bestehen. Seit 1998 gibt es eine ähnliche Elf, die Suriprofs. Diese zwei Organisationen sind allerdings miteinander in Konflikt.

## Spiele
- 1986: Kleurrijk Elftal – SV Robinhood im Olympiastadion Amsterdam.
- 1987: Fanny Blankers-Koen-Stadion
- 1988: Feld Sportclub Enschede
- 1989: Turnier mit SV Boxel, SV Robinhood, SV Transvaal und VV Kleurrijk im André-Kamperveen-Stadion, Paramaribo. (abgesagt wegen der SLM-Katastrophe)